# 小別吉切夫島

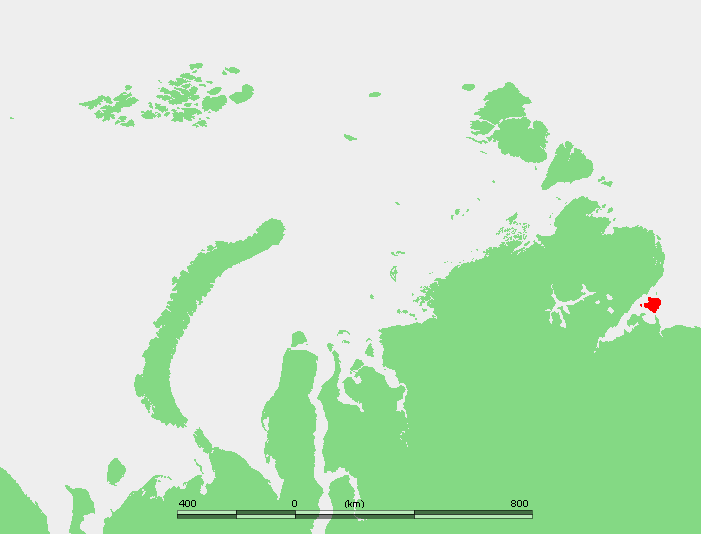
小別吉切夫島位置

小別吉切夫島是俄羅斯的島嶼，位於拉普捷夫海的哈坦加灣，由克拉斯諾亞爾斯克邊疆區負責管轄，島嶼面積15平方公里，東面8.5公里有大別吉切夫島。